# Spoorlijn Freilassing - Berchtesgaden
De spoorlijn Freilassing - Berchtesgaden is een Duitse spoorlijn als spoorlijn 5740, (Freilassing - Bad Reichenhall) 5741, (Bad Reichenhall - Berchtesgaden) onder beheer van DB Netze.

## Geschiedenis en vroegere verbindingssporen
De sectie Freilassing-Bad Reichenhall werd in 1866 geopend. In 1867 werd een project voor een spoorlijn van Reichenhall naar Berchtesgaden gestart, dat gesteund werd door de administratie van de Berg-, Hütten- und Salzwerke. De planning van de sectie Reichenhall Berchtesgaden werd voltooid in 1884. 
Op 25 oktober 1888 was een feestelijk versierde stoomtrein van Reichenhall naar Berchtesgaden de eerste om de route te berijden. De reistijd over de totale afstand was aanvankelijk 90 minuten en werd later teruggebracht tot 70 minuten. 
In 1914 was de baan geëlektrificeerd. De benodigde elektriciteit werd geleverd door de centrale van Saalach in Kirchberg, die gevoed wordt door het afgedamde meer van Saalach en nog steeds tractiestroom levert. Elektrische treinbediening werd gestart in 1916 met de speciaal ontworpen elektrische locomotieven EP 3/6.
In de bocht bij de voormalige halte Gmundbrücke bij de Tristramkloof lag tot 1933/34, een tunnel met een lengt van 70 meter; deze werd overbodig omdat vierassige wagons werden geïntroduceerd en het tunnelprofiel daarvoor te klein was.
Van 1909 tot 1965 was aan het einde van Berchtesgaden een verbinding met de Königssee-kabelbaan naar Königssee. Als verdere verbindingsroute bestond van 1908 tot 1938 de spoorlijn Berchtesgaden-Hangender Stein, ook wel Grüne Elektrische genoemd. Dit had op zijn beurt verbinding met de spoorlijn Salzburg-Hangender Stein, de zogenaamde Rote Elektrische. In de periode van het Derde Rijk werd deze spoorverbinding stopgezet als onderdeel van de geplande uitbreiding naar de dubbelsporige hoofdlijn en de ontwikkeling van de wegen. Sindsdien zijn de bussen van de Watzmann Express hier actief. Het werk voor de spoorwegconstructie was begonnen, maar nooit voltooid vanwege de oorlog. Zelfs vandaag herinnert een tunnel zonder sporen nabij het Berchtesgadener hoofdstation aan het onafgemaakte spoorwegproject.

## Treindiensten

### DB
De Deutsche Bahn verzorgde het personenvervoer tot 2006 op dit traject met RE / RB treinen. Tot 1983 werden deze treinen getrokken door locomotieven van de serie 144.5.

### Österreichische Bundesbahnen
De treinen van de Österreichische Bundesbahnen (ÖBB) werden van 2006 tot 13 december 2009 als Salzburg S-Bahn (S3) ingezet op dit traject.

Hiervoor werden door de ÖBB treinen van het type Talent ingezet.

### Berchtesgadener Land Bahn
De treinstellen van de Berchtesgadener Land Bahn GmbH (BLB) werden vanaf 13 december 2009 ingezet op dit traject.
Hiervoor worden door de BLB treinenstellen van het type Flirt ingezet.
Door moeilijkheden met de toelating van het Eisenbahn-Bundesamt (EBA) werd de treindienst tussen Freilassing en Bad Reichenhall vanaf 13 december 2009 tot nader order met vervangende treinen en of bussen uitgevoerd.
Om de treindienst uit te voeren werden treinstellen van het type VT 71 van de Frankfurt-Königsteiner Eisenbahn (FKE) en een aantal treinenstellen van het type Desiro van Connex gehuurd.
De treinstellen van de Berchtesgadener Land Bahn werden op 25 februari 2010 door het Eisenbahn-Bundesamt (EBA) toegelaten voor de treindienst op dit traject.

## Aansluitingen
In de volgende plaatsen is of was er een aansluiting van de volgende spoorlijnen:

### Freilassing
- Mühldorf - Freilassing, spoorlijn tussen Mühldorf en Freilassing
- Rosenheim - Salzburg, spoorlijn tussen Rosenheim en Salzburg

### Berchtesgaden
- Königsseebahn, spoorlijn tussen Berchtesgaden en Köningssee
- Straßenbahn Salzburg, voormalige tramlijn tussen Salzburg en Berchtesgaden

## Elektrische tractie
Het traject werd in 1914 geëlektrificeerd met een spanning van 15.000 volt 16 2/3 Hz wisselstroom.

## Afbeeldingen

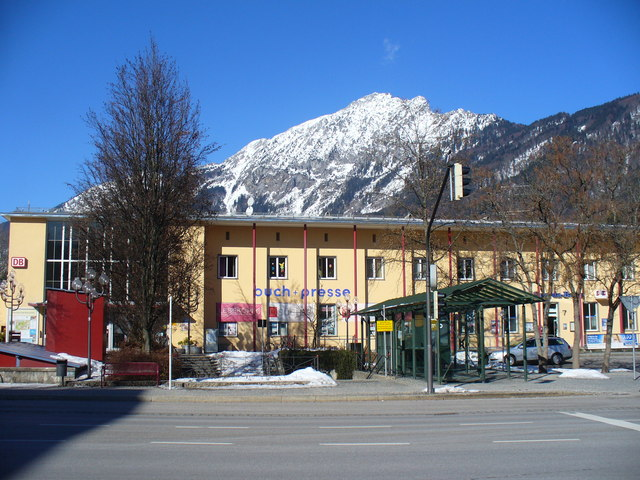
Station Bad Reichenhall
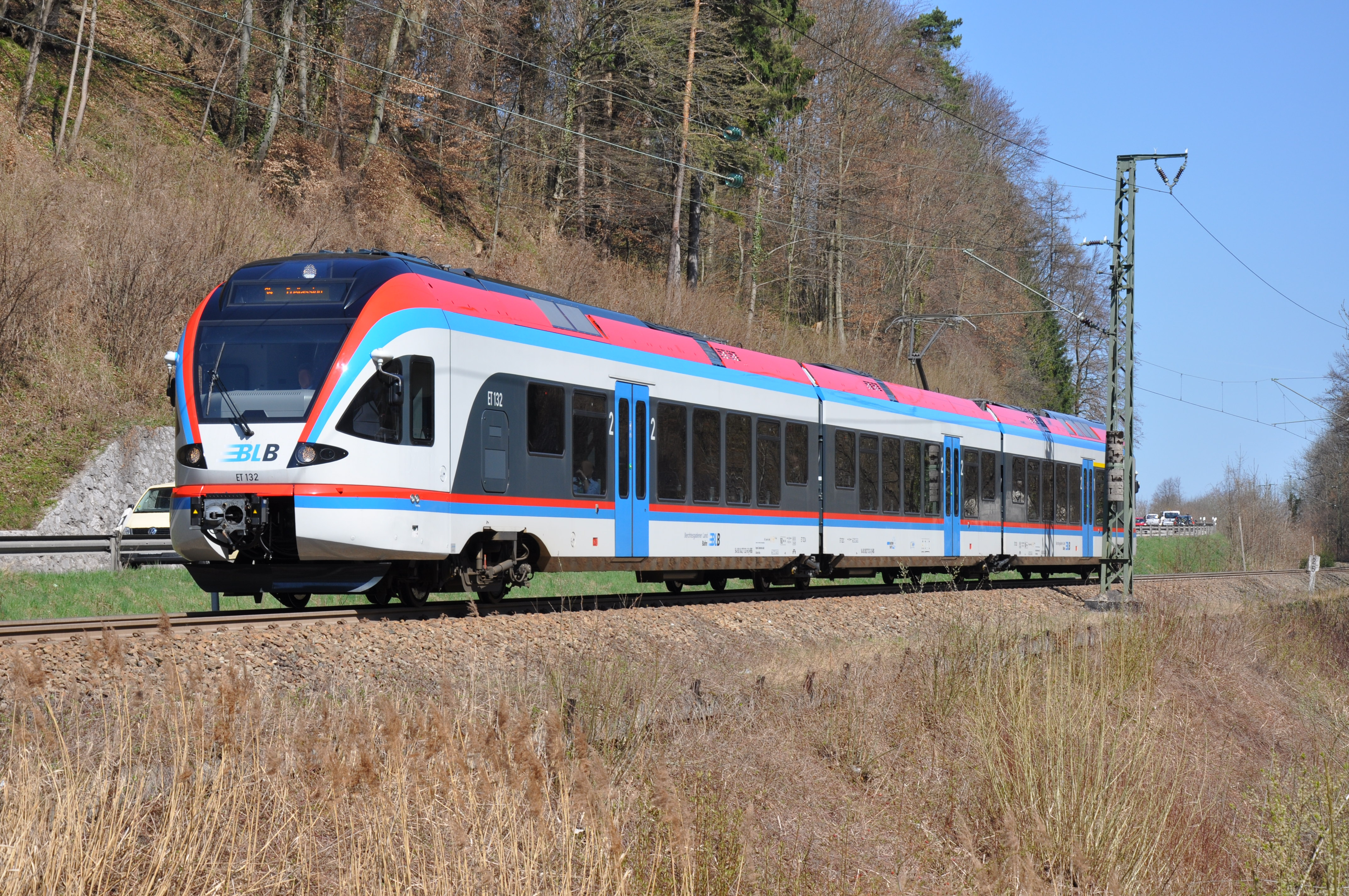
BLB-trein type Stadler FLIRT tussen Bad Reichenhall-Kirchberg en Bayerisch Gmain
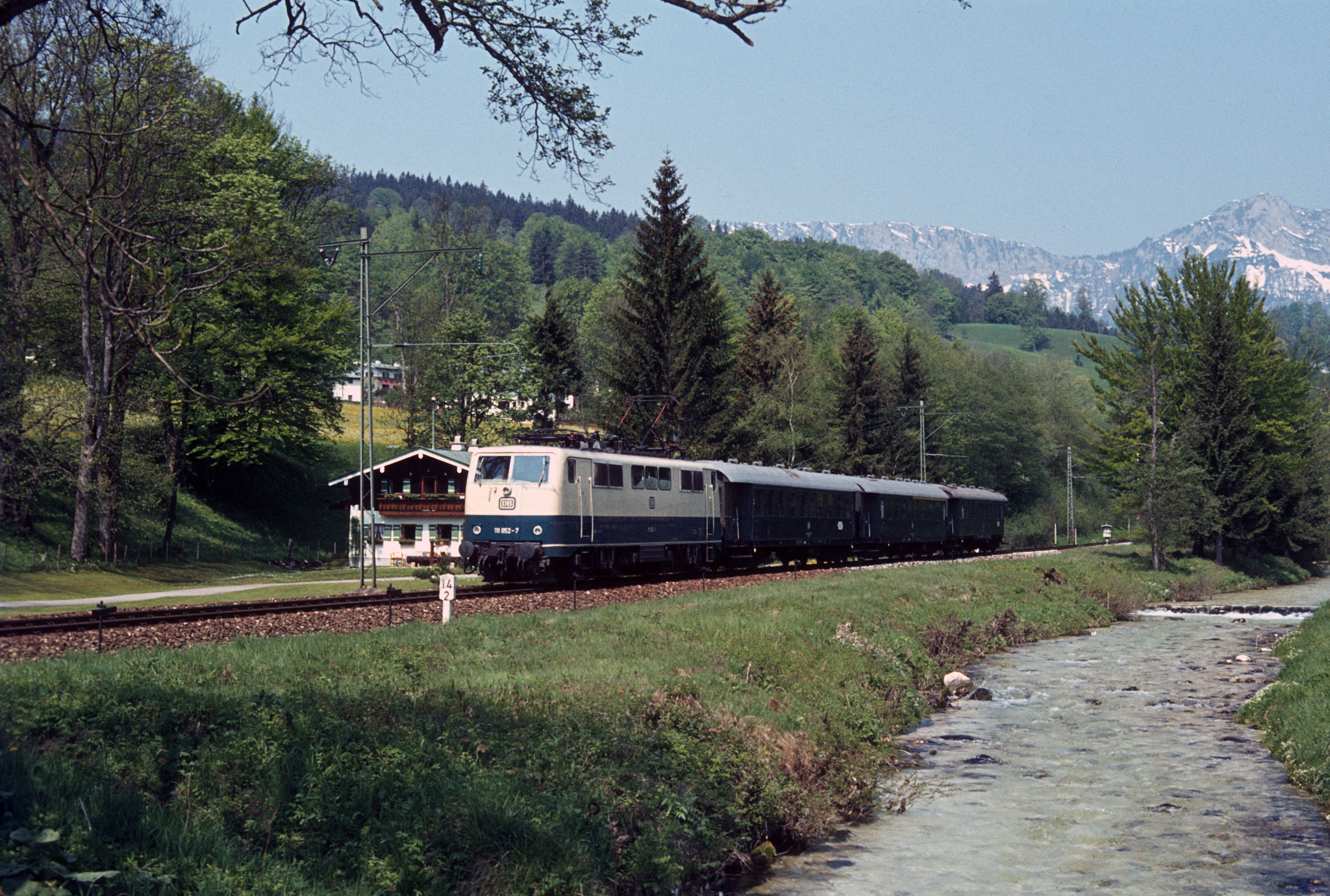
Bij Bischofswiesen
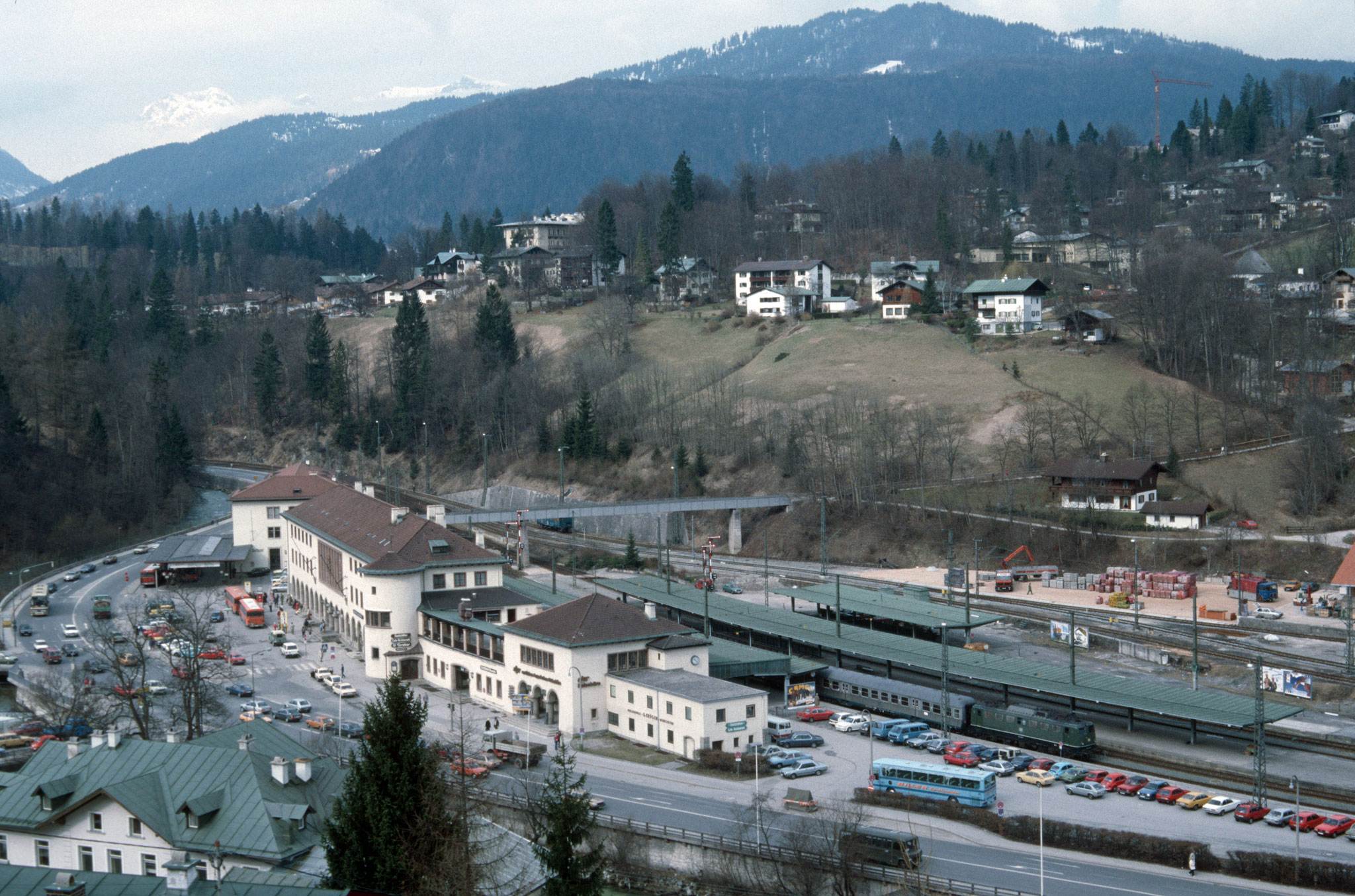
Station Berchtesgaden, 1986